# BRAF (gen)
BRAF là một gene trong cơ thể người mã hóa cho protein B-raf. Gen này cũng được biết đến là gen tiền ung thư B-Raf và v-Raf chuột ung thư virus sự homolog B,còn protein là serine/threonine-protein kinase B-Raf.
Các protein B-Raf tham gia truyền tín hiệu trong tế bào do đó có liên quan với điều khiển phát triển tế bào. Năm 2002, nó đã được chứng minh là có đột biến trong một số ung thư.
Một số BRAF đột biến di truyền khác gây dị tật bẩm sinh.
Các loại thuốc điều trị ung thư dựa trên đột biến BRAF mới được phát triển. Hai trong số các loại thuốc này, vemurafenib và dabrafenib được FDA chấp thuận điều trị của u hắc tố giai đoạn cuối. 

## Chức năng

Tổng quan con đường dẫn truyền tín hiệu trong chết theo chương trình tế bào. Vai trò của protein Raf như B-Raf được thể hiện ở trung tâm.

B-Raf thuộc họ Raf kinase  có chức năng truyền tín hiệu sinh trưởng. Protein này đóng vai trò điều hòa MAPkinase/con đường tín hiệu ERKs, có ảnh hưởng đến phân bào, biệt hóa, và bài tiết.

## Ý nghĩa lâm sàng
Đột biến ở gen BRAF có thể gây ra bệnh theo hai cách. Đầu tiên, đột biến có thể di truyền, và gây di tật bẩm sinh. Thứ hai, đột biến có thể xuất hiện sau và gây ung thư, như là một  gen sinh ung thư.
Di truyền đột biến gen này gây ra  hội chứng cardiofaciocutaneous - dị tật tim, tâm thần, chậm phát triển, và khuôn mặt đặc biệt.
Đột biến gen này đã được tìm thấy trong nhiều ung thư, bao gồm u lympho non-Hogkin, ung thư đại trực tràng, u hắc tố ác tính, ung thư tuyến giáp thể nhú, ung thư phổi không tế bào nhỏ thể biểu mô, biểu mô tuyến, u não, bao gồm cả glioblastoma và pilocytic astrocytomas cũng như tình trạng viêm như bệnh erdeim-chester.
Đột biến V600E của gene BRAF liên quan với Leukemia tế bào tóc trong nhiều nghiên cứu và đã được đề nghị sử dụng trong tầm soát hội chứng Lynch  để làm giảm lượng giải trình tự MLH1 không cần thiết.

## Tương tác
BRAF (gen) đã được chứng minh tương tác với:
- AKT1,[11]
- C-Raf,[12]
- HRAS,[13][14] and
- YWHAB.[15][16]